# كليمنتين (مركبة فضائية)
كليمنتين (بالإنكليزية: Clementine)، والاسم الرسمي للمهمة «تجربة برنامج الفضاء العميق العلمية»، وهي مهمة مشتركة بين وكالة ناسا ومنظمة الدفاع ضد الصواريخ الباليستية (BMDO)، والمعروفة سابقًا بمبادرة الدفاع الاستراتيجي (SDIO). أُطلقت المهمة يوم 25 يناير عام 1994 بغرض اختبار المستشعرات والمكونات الخاصة بالمركبات الفضائية تحت تأثير التعرض المُطوَّل للبيئة الفضائية، ولإجراء عدد من عمليات الرصد العلمي للقمر والكويكب القريب من الأرض المسمى بكويكب «1620 جيوغرافوس». لم تتمكن المهمة من إجراء عمليات الرصد الخاصة بالكويكب جيوغرافوس لوجود أعطال وظيفية بالمركبة الفضائية.
شملت عمليات الرصد القمرية تصوير القمر في أطوال موجية مختلفة بنطاق الضوء المرئي بالإضافة إلى نطاق الأشعة فوق البنفسجية والأشعة تحت الحمراء، وقياس الارتفاع باستخدام أشعة الليزر، وقياس الجاذبية، وقياسات الجسيمات المشحونة. أُجريت عمليات الرصد تلك بغرض الحصول على صور متعددة الأطياف لسطح القمر بشكل كامل، وتقييم المحتويات المعدنية لسطحه، والحصول على قياسات للارتفاع من دائرة عرض 60 شمالًا إلى دائرة عرض 60 جنوبًا، والحصول على بيانات عن الجاذبية من الجانب القريب من القمر. كانت هناك خططًا أيضًا لتصوير الكويكب جيوغرافوس لتحديد الحجم، والشكل، والخواص الدورانية، وخصائص السطح، وإحصاء للفوهات الموجودة عليه.
حملت المركبة كليمنتين سبعة أجهزة مختلفة على متها لإجراء التجارب العلمية وهي: آلة تصوير للأشعة المرئية والأشعة فوق البنفسجية، وآلة تصوير للأشعة القريبة من الأشعة تحت الحمراء، وآلة تصوير للأشعة تحت الحمراء ذات الطول الموجي الطويل، وآلة تصوير ذات دقة عالية، وجهازي تعقب للنجوم، وجهاز قياس الارتفاع باستخدام الليزر، ومرصد للجسيمات المشحونة. استُخدم جهاز مستجيب الحزمة الراديوية إس (S-band) في أنظمة الاتصالات الخاصة بالمركبة، وأنظمة التعقب، وفي تجارب قياس الجاذبية. سُمي المشروع كليمنتين على اسم الأغنية الإنكليزية «حبيبتي كليمنتين»؛ لأن المركبة «ستضيع، وتذهب للأبد» بعد هذه المهمة كما ورد في كلمات الأغنية.

## تصميم المركبة الفضائية
صُممت المركبة على شكل منشور مُثمَّن (ثماني الأضلاع) بارتفاع 1.88 متر وعرض 1.14 متر بين اللوحتين الشمسيتين التي تخرج كل منهما من جانبين متقابلين من المنشور بشكل موازٍ لمحوره. ثُبت طبق هوائي عال الالتقاط بقطر 1100 ملليمتر على إحدى نهايتي المنشور، وثُبت بالنهاية الأخرى نظام دفع بقوة 489 نيوتن. كانت الفتحات الخاصة بجميع مستشعرات المركبة موجودةً على أحد الجوانب الثمانية للمركبة في وضع عمودي على مستوى اللوحتين الشمسيتين، مع وجود غطاء عليها لحماية المستشعرات.
يتكون نظام الدفع الخاص بالمركبة من نظام دفع أحادي مُعتمد على وقود الهيدرازين للتحكم في وضع المركبة، ونظام دفع ثنائي معتمد على وقود ثنائي النيتروجين رباعي الأكسجين، والهيدرازين أحادي الميثيل لإجراء المناورات الفضائية. بلغت قدرة نظام الدفع الثنائي، من ناحية معدل التغير في السرعة «دلتا v» 1900 متر لكل ثانية، وتطلب إدخال المركبة في مسارها إلى القمرالحصول على معدل سرعة بمقدار 550 متر/ثانية، و540 متر/ثانية لمغادرتها من عند مدار القمر.

## المهمة
أُطلقت كليمنتين يوم 25 يناير عام 1994 من منظومة الإطلاق الرابعة الغربية بقاعدة فاندنبرغ الجوية في ولاية كاليفورنيا، على متن الصاروخ «تيتان-23جي». وقُسمت المهمة إلى مرحلتين. وُضعت المركبة في مسارها إلى القمر بعد إتمام تحليقها مرتين بالقرب الأرض في خلال شهر تقريبًا من الإطلاق. بدأت المركبة في تخطيط سطح القمر على جزأين خلال شهرين تقريبًا. يتكون الجزء الأول من مدار قطبي إهليجي تبلغ مدته خمس ساعات بنقطة حضيض على ارتفاع 400 كيلومتر عند دائرة العرض الجنوبية رقم 13، ونقطة أوج على ارتفاع 8300 كيلومتر. وكانت المركبة تجري عمليات تخطيط سطح القمر خلال كل دورة لها في مدارها القمري، لمدة 80 دقيقة بالقرب من نقطة الحضيض المداري، ولمدة 139 دقيقة عند هبوطها من نقطة الأوج المداري.
وبعد مرور شهر كامل من عمليات تخطيط سطح القمر في هذا المدار، أُعيد تدوير مدار المركبة لتكون نقطة الحضيض المداري عند دائرة العرض الشمالية رقم 13، واستمرت المركبة في هذا المدار لمدة شهر آخر. وبالتالي، تمكنت المركبة من إجراء عملية تصوير شاملة لسطح القمر بالإضافة لإجراء عملية قياس الارتفاع على المساحة بين دائرة عرض 60 جنوبًا إلى دائرة عرض 60 شمالًا خلال 300 دورة حول القمر.
كان من المخطط أن تُوجَّه المركبة إلى الكويكب 1620 جيوغرافوس، بعد تحليقها بالقرب من الأرض مرتين عقب انتهاء مهمتها عند القمر، لتصل إلى الكويكب جيوغرافوس بعد ثلاثة أشهر تقريبًا، حتى تحلق عند أقرب نقطة له على مسافة 100 كيلومتر. ولكن لسوء الحظ، حدث عطل وظيفي على المركبة بعد مغادرتها لمدار القمر يوم 7 مايو عام 1994، ونتج عن هذا العطل تشغيل أحد النفاثات الدافعة بالمركبة لمدة 11 دقيقةً كاملة مستهلكًا إمدادها من الوقود بالإضافة إلى تدوير المركبة بمعدل 80 دورة بالدقيقة الواحدة. ولم تنجح المهمة في تحقيق أهدافها الخاصة بالكويكب جيوغرافوس في ظل هذه الظروف، وبعدها وُضعت المركبة في مدار أرضي يجعلها تعبر خلال حزام فان آلن الإشعاعي لاختبار مدى تحمل المكونات المختلفة الموجودة على متن المركبة.
انتهت المهمة في يونيو عام 1994 عندما انخفضت مستويات الطاقة بالمركبة عن المستوى المطلوب للحفاظ على أنظمة الاتصال والاستشعار عن بعد بالمركبة. ولكن تمكن فريق التحكم الأرضي للمهمة من استعادة التحكم بالمركبة بين 20 فبراير إلى 10 مايو عام 1995، وكان ذلك مصادفةً بسبب تواجد المركبة في وضع مناسب لشحن طاقتها مرةً أخرى.